# Saison 2021-2022 de snooker
Navigation
2020-2021 2022-2023
La saison 2021-2022 de snooker est la 54e saison de snooker. C'est une série de tournois professionnels organisés par la WPBSA entre le 18 juillet 2021 et le 11 mai 2022.
Les trois principaux tournois (la triple couronne) ont été gagnés par trois joueurs différents :
- Zhao Xintong (Championnat du Royaume-Uni)
- Neil Robertson (Masters)
- Ronnie O'Sullivan (Championnat du monde)

## Nouveautés
- Des cartes de deux ans sur le circuit professionnel ont été accordées à Marco Fu et Jimmy White[2], ainsi qu'aux deux joueuses les mieux classées sur le circuit de snooker féminin, Reanne Evans et Ng On Yee[3].

- Pour la première fois, un tournoi classé sera tenu en Turquie avec le Masters de Turquie à Antalya[4]. Un accord a été passé pour quatre saisons.

- Pour la première fois depuis leur création, les Home Nations Series comporteront des qualifications pour chacune des quatre épreuves (Open d'Angleterre, Open d'Irlande du Nord, Open d'Écosse et Open du pays de Galles)[5].

- Retour au calendrier de l'Open de Grande-Bretagne après 17 années d'absence[6].
- L'Open de Haining est relancé, après avoir été annulé en 2020 en raison de la pandémie mondiale.

- Un circuit amateur revient au calendrier, le Q Tour, dont le fonctionnement est similaire au circuit du challenge arrêté lors de la saison 2019-2020[7],[8],[9].

## Calendrier
| C = Tournoi classé (professionnel)             |
| NC = Tournoi non-classé (professionnel)        |
| QT = Circuit du Q Tour (amateur)               |
| TMS = Tournée mondiale seniors (professionnel) |

| Dates (mois-jour) | Dates (mois-jour) | Tournoi                            | Lieu          | Site                            | Cat. | Vainqueur         | Finaliste         | Score | Réf.   |
| 07-18             | 08-13             | Championnat de la ligue            | Leicester     | Morningside Arena               | C    | David Gilbert     | Mark Allen        | 3-1   | [ 10 ] |
| 08-16             | 08-22             | Open de Grande-Bretagne            | Leicester     | Morningside Arena               | C    | Mark Williams     | Gary Wilson       | 6-4   | [ 11 ] |
| 09-25             | 09-29             | Open de Haining                    | Haining       | Haining Sports Center           | NC   | He Guoqiang       | Huang Jiahao      | 5-0   |        |
| 10-09             | 10-17             | Open d'Irlande du Nord             | Belfast       | Waterfront Hall                 | C    | Mark Allen        | John Higgins      | 9-8   | [ 12 ] |
| 11-01             | 11-07             | Open d'Angleterre                  | Milton Keynes | Marshall Arena                  | C    | Neil Robertson    | John Higgins      | 9-8   | [ 13 ] |
| 11-15             | 11-21             | Champion des champions             | Bolton        | Bolton Whites Hotel             | NC   | Judd Trump        | John Higgins      | 10-4  | [ 14 ] |
| 11-19             | 11-21             | Q Tour n°1                         | Brighton      | Castle Snooker Club             | QT   | David Lilley      | Si Jiahui         | 5-1   | [ 15 ] |
| 11-23             | 12-05             | Championnat du Royaume-Uni         | York          | Barbican Center                 | C    | Zhao Xintong      | Luca Brecel       | 10-5  | [ 16 ] |
| 12-06             | 12-12             | Open d'Écosse                      | Llandudno     | Venue Cymru                     | C    | Luca Brecel       | John Higgins      | 9-5   | [ 17 ] |
| 12-10             | 12-12             | Q Tour n°2                         | Llanelli      | Terry Griffiths Matchroom       | QT   | Si Jiahui         | Michael White     | 5-4   | [ 18 ] |
| 12-13             | 12-19             | Grand Prix mondial                 | Coventry      | Coventry Building Society Arena | C    | Ronnie O'Sullivan | Neil Robertson    | 10-8  | [ 19 ] |
| 01-04             | 01-07             | Championnat du Royaume-Uni seniors | Hull          | Bonus Arena                     | TMS  | Peter Lines       | David Lilley      | 4-1   | [ 20 ] |
| 01-09             | 01-16             | Masters                            | Londres       | Alexandra Palace                | NC   | Neil Robertson    | Barry Hawkins     | 10-4  | [ 21 ] |
| 01-20             | 01-23             | Snooker Shoot-Out                  | Leicester     | Morningside Arena               | C    | Hossein Vafaei    | Mark Williams     | 1-0   | [ 22 ] |
| 01-26             | 01-30             | Masters d'Allemagne                | Berlin        | Tempodrom                       | C    | Zhao Xintong      | Yan Bingtao       | 9-0   | [ 23 ] |
| 01-28             | 01-30             | Q Tour n°3                         | Leicester     | The Winchester                  | QT   | Sean O'Sullivan   | Julien Leclercq   | 5-2   | [ 24 ] |
| 12-20             | 02-03             | Championnat de la ligue            | Leicester     | Morningside Arena               | NC   | John Higgins      | Stuart Bingham    | 3-2   | [ 25 ] |
| 02-07             | 02-13             | Championnat des joueurs            | Wolverhampton | Aldersley Arena                 | C    | Neil Robertson    | Barry Hawkins     | 10-5  | [ 26 ] |
| 02-21             | 02-27             | Masters d'Europe                   | Milton Keynes | Marshall Arena                  | C    | Fan Zhengyi       | Ronnie O'Sullivan | 10-9  | [ 27 ] |
| 02-28             | 03-06             | Open du pays de Galles             | Newport       | Celtic Manor Resort             | C    | Joe Perry         | Judd Trump        | 9-5   | [ 28 ] |
| 03-07             | 03-13             | Masters de Turquie                 | Antalya       | Nirvana Cosmopolitan Hotel      | C    | Judd Trump        | Matthew Selt      | 10-4  | [ 29 ] |
| 03-18             | 03-20             | Q Tour n°4                         | Leeds         | Northern Snooker Centre         | QT   | Robbie McGuigan   | Michael Collumb   | 5-3   | [ 30 ] |
| 03-24             | 03-26             | Open de Gibraltar                  | Gibraltar     | Europa Point Stadium            | C    | Robert Milkins    | Kyren Wilson      | 4-2   | [ 31 ] |
| 03-28             | 04-03             | Championnat du circuit             | Llandudno     | Venue Cymru                     | C    | Neil Robertson    | John Higgins      | 10-9  | [ 32 ] |
| 04-16             | 05-02             | Championnat du monde               | Sheffield     | Crucible Theatre                | C    | Ronnie O'Sullivan | Judd Trump        | 18-13 | [ 33 ] |
| 05-04             | 05-08             | Championnat du monde seniors       | Sheffield     | Crucible Theatre                | TMS  | Lee Walker        | Jimmy White       | 5-4   | [ 34 ] |
| 05-10             | 05-11             | Q Tour Play-offs                   | Darlington    | Q House Snooker Academy         | QT   | Julien Leclercq   | Alex Crenshaw     | 5-2   | [ 35 ] |

## Classement mondial en début et fin de saison

### Après lechampionnat du monde 2021
| Rang | Évol.         | Joueur            | Points    |
| 1    | en stagnation | Judd Trump        | 1 370 000 |
| 2    | 2             | Mark Selby        | 1 246 000 |
| 3    | 1             | Ronnie O'Sullivan | 861 000   |
| 4    | 1             | Neil Robertson    | 785 500   |
| 5    | 3             | Shaun Murphy      | 643 500   |
| 6    | en stagnation | Kyren Wilson      | 611 000   |
| 7    | en stagnation | John Higgins      | 418 000   |
| 8    | 4             | Ding Junhui       | 356 750   |
| 9    | en stagnation | Stephen Maguire   | 347 000   |
| 10   | 5             | Yan Bingtao       | 314 000   |
| 11   | 1             | Mark Williams     | 306 250   |
| 12   | 7             | Mark Allen        | 302 000   |
| 13   | 4             | Barry Hawkins     | 292 750   |
| 14   | en stagnation | Jack Lisowski     | 281 250   |
| 15   | 2             | Stuart Bingham    | 281 000   |
| 16   | 6             | Anthony McGill    | 257 000   |

### Après lechampionnat du monde 2022
| Rang | Évol.         | Joueur            | Points    |
| 1    | 2             | Ronnie O'Sullivan | 1 036 000 |
| 2    | 1             | Judd Trump        | 1 009 500 |
| 3    | 1             | Mark Selby        | 914 500   |
| 4    | en stagnation | Neil Robertson    | 902 000   |
| 5    | 2             | John Higgins      | 537 000   |
| 6    | 20            | Zhao Xintong      | 434 500   |
| 7    | 4             | Mark Williams     | 423 500   |
| 8    | 2             | Kyren Wilson      | 419 000   |
| 9    | 4             | Shaun Murphy      | 316 000   |
| 10   | 4             | Jack Lisowski     | 315 500   |
| 11   | 2             | Barry Hawkins     | 309 000   |
| 12   | 27            | Luca Brecel       | 297 000   |
| 13   | 2             | Stuart Bingham    | 296 000   |
| 14   | 2             | Mark Allen        | 286 500   |
| 15   | 5             | Yan Bingtao       | 253 000   |
| 16   | en stagnation | Anthony McGill    | 202 500   |